# Henry Chandler Cowles
Pour les articles homonymes, voir Cowles.
Henry Chandler Cowles (27 février 1869-12 septembre 1939) était un botaniste américain et un pionnier de l'écologie (voir Histoire de l'écologie ). Professeur à l'université de Chicago, il étudia la succession écologique dans les Indiana Dunes (dunes du Nord-Ouest de l'Indiana), favorisant ainsi des actions en faveur de leur protection. L'un des étudiants de Cowles, O.D. Frank, poursuivit ses travaux de recherche.

## Vie et travail
Né à Kensington (Connecticut), Henry Chandler Cowles fréquenta Oberlin College, dans l'Ohio. Il étudia ensuite à l'université de Chicago avec pour principaux enseignants le taxonomiste des plantes John M. Coulter et le géologue Thomas Chrowder Chamberlin. Il obtint son doctorat en 1898 avec une étude de la succession de la végétation des dunes de sable du lac Michigan . Ce choix lui fut inspiré par la lecture de Plantesamfund, ouvrage du botaniste et pionnier danois de l'écologie Eugen Warming,. Cowles étudia le danois pour pouvoir lire le texte original et plus tard, en 1905, il rendit visite à Warming, à Copenhague. La traduction du terme employé par ce dernier par l'anglais «Oecology» fit de H.C.Cowles l'un des principaux vulgarisateurs du terme écologie aux États-Unis. Il fut également l'un des membres fondateurs de la Société américaine d'écologie (Ecological Society of America) en 1915.
Cowles épousa Elizabeth Waller en 1900. En 1912 naquit une fille, prénommée Harriet.

## Héritage
L'un des sites d'étude sur le terrain d'Henry C. Cowles, une tourbière, est maintenant nommé Cowles Bog en son honneur. Ce site et les dunes voisines ont été préservés à l'intention du public dans le cadre du Indiana Dunes National Lakeshore, devenu parc national des Indiana Dunes en février 2019. Cowles Bog est situé au large de Shore Drive à Dune Acres, Indiana. 
Parmi les étudiants de Cowles ayant fait progresser l'écologie américaine figurent Victor E. Shelford, William Skinner Cooper, Paul B. Sears, George Damon Fuller, Walter P. Cottam, Arthur G. Vestal et May Theilgaard Watts. Cowles servit également comme assistant,spécialiste de terrain, pour le compte de l'Institut d'études géologiques des États-Unis (United States Geological Survey). 

## Travaux
- Relations écologiques de la végétation sur les dunes de sable du lac Michigan (1899)
- Text-Book of Botany, volume II : Ecology (1910) (avec John Merle Coulter (Volume I, Part I: Morphology) et Charles Reid Barnes (volume I, Part II: Physiology)[8]
- Sociétés végétales de Chicago et des environs (1901)